# Роналд Јан Кембел
Сер Роналд Јан Кембел (енгл. Sir Ronald Ian Campbell; 7. јун 1890 – 22. април 1983) је био британски дипломата.

## Биографија
Рођен је 7. јуна 1890. године као други син сер Гаја Кембела, трећег барона и Нине, ћерке Фредерика Лехмана. Школовао се на Колеџу Итон, а дипломирао 1912. године на Магдален колеџу Универзитета у Оксфорду.
За изванредног и опуномоћеног посланика Уједињеног Краљевства у Краљевини Југославији, именован је 1939. године. Пренео је Черчилову инструкцију да независност Краљевине Југославије више није довољна и да се очекује њен ратни ангажман на страни Савезника. Од Априлског рата 1941. године до 1944. године, био ванредни изасланик и опуномоћени министар (заменик шефа дипломатске мисије) у Вашингтону.
Помоћник државног подсекретара Канцеларије за спољне послове, постао је 1945. године. Од 1946. до 1950. године је био амбасадор у Египту, где га је наследио сер Ралф Стивенсон. Током 1950. године је био члан Државног савета.
Умро је 22. априла 1983. године.